# Віїслі
Віїслі (ест. Viisli) — село в Естонії, входить до складу волості Моосте, повіту Пилвамаа.